# Lingua gondi
Il gondî è una macro-lingua appartenente alla famiglia linguistica delle lingue dravidiche, parlata in India da circa 2.630.000 persone, appartenenti alle tribù aborigene dei Gond, negli stati del Madhya Pradesh, Gujarat, Telangana, Maharashtra, Chhattisgarh e in altre aree degli stati confinanti. Anche se è la lingua storica del popolo Gond, solo circa la metà di loro la parlano ancora.
Il gondi ha una ricca cultura popolare, i cui esempi più interessanti sono le canzoni per il matrimonio e le storie tradizionali.

## Lingue e Dialetti
Come per tutte le macro-lingue non tutti gli studiosi sono d'accordo sul fatto che si debba parlare di lingue e/o di dialetti per i vari elementi che la costituiscono.
Ethnologue che propende per l'ipotesi si tratti di lingue diverse, in questo senso definisce il Gondi una macro-lingua formata da 10 lingue, che, a loro volta, possono essere formate da diversi dialetti.
[Tra parentesi il codice linguistico internazionale]

### Lingua Gondi settentrionale
La lingua Gondi settentrionale [gno], è parlata da quasi 2 milioni di persone nel Madhya Pradesh e nel Maharashtra. I dialetti principali sono:
Amravati, Betul, Bhandara, Chhindwara, Mandla, Nagpur, Seoni e Yavatmal.

### Lingua Gondi meridionale
La lingua Gondi meridionale [ggo], è parlata da circa 100.000 persone nel Telangana e nel Maharashtra. I dialetti principali sono:
Aheri, Bhamragarh, Etapally Gondi, Nirmal, Rajura, Sironcha e Utnoor.

### Lingua Khirwar
La lingua Khirwar [kwx], è parlata da circa 34.300 persone nel Chhattisgarh, e nel Madhya Pradesh al confine con l'Uttar Pradesh.

### Lingua Maria
La lingua Maria [mrr], è parlata da circa 34.300 persone nel Maharashtra e nel Chhattisgarh vicino alla città di Narayanpur. I dialetti principali sono:
Abujmaria, Adewada, Bhamani ed Etapally Maria

### Lingua Maria, Dandami
La lingua Maria, Dandami [daq], è parlata da circa 200.000 persone nell'Andhra Pradesh e nel Telangana..

### Lingua Muria orientale
La lingua Muria orientale [emu], è parlata da circa 200.000 persone nel Chhattisgarh e nell'Orissa. I dialetti principali sono: Lanjoda e Raigarh.

### Lingua Muria estremo occidentale
La lingua Muria estremo occidentale [fmu] è parlata da circa 400.000 persone nel Maharashtra e nel Chhattisgarh.

### Lingua Muria occidentale
La lingua Muria occidentale [mut], è parlata da circa 400.000 persone nel Chhattisgarh e nel Maharashtra. I dialetti principali sono: Banchapai, Dhanora e Sonapal.

### Lingua Nagarchal
La lingua Nagarchal [nbg] è ormai estinta, in quanto ha subito un processo di deriva linguistica verso l'hindi ed il Gondi settentrionale.

### Lingua Pardhan
La lingua Pardhan [pch], è parlata da circa 135.000 persone (su una popolazione etnica di 347.000) nel Madhya Pradesh, Maharashtra, Andhra Pradesh e nel Andhra Pradesh.
Alcune caratteristiche fonologiche separano i dialetti nordoccidentali da quelli del sud-est. Il primo è il trattamento dell'originale s, iniziale, che si conserva nel Gondi nord-occidentale, mentre più a sud-est si è trasformato in h;, in altri dialetti poi, è stato perso completamente. Altre variazioni dialettali della lingua Gondi, sono l'alterazione della r iniziale in l ed il cambio delle e ed o in a.

## Scrittura
Tradizionalmente, il Gondi è stato scritto utilizzando l'alfabeto devanagari e la scrittura telugu (abugida).
Notevoli sforzi sono stati intrapresi per creare una scrittura specifica per il Gondi. Nel 1928, Munshi Mangal Singh Masaram ha creato una scrittura, basata sui caratteri Brahmi e con una struttura simile all'alfa-sillabario indiano. Tuttavia, questa scrittura non è diventata di ampio utilizzo, e la maggior parte dei Gonds sono ancora analfabeti.